# Messier 8
Messier 8 (M8 ili NGC 6523), također maglica Laguna je emisijska maglica koju je prvi put zabilježio Guillaume Le Gentil 1746. godine. Još 1680. John Flamsteed zabilježio je otvoreni skup NGC 6530 koji je dio maglice. Otvoreni skup je ponovno zabilježio Philippe Loys de Chéseaux da bi Nicolas-Louis de Lacaille prvi uvrstio ovaj objekt kao maglicu u svoj katalog. Charles Messier je maglicu u svoj katalog unio 23. svibnja 1764. Messier je zabilježio poziciju otvorenog skupa, a maglicu je opisao kao zamućenje oko zvijezde 9 Sagittarii.

## Svojstva
Messier 8 je golemi oblak i H II regija u zviježđu Strijelca. Maglica se prostire na području od 90' x 40' i udaljena je od nas 5200 svj. g. Stvarne dimenzije maglice su 140 x 60 svj. g. što je čini golemim objektom. 
Maglica posjeduje mnoge globule, urušene oblake plina iz kojih će nastati zvijezde. Istraživanja iz 2006. otkrila su Herbing-Haro objekte što je izravna potvrda da u maglici nastaju nove zvijezde.
Jedan dio maglice nazvan je Pješčani sat. To je najsjajniji dio maglice, oko zvijezde 9 Sagittarii.
Ovaj dio maglice je mjesto gdje se odvija formiranje zvijezda, a njen sjaj je uzrokovan mladim i vrućim zvijezdama.
Najsjanija od njih je zvijezda Herschel 36 spektralnog razreda O7 s sjajem od magnitude +9,5. Starost ove zvijezde je procijenjena na 2 milijuna godina.
Najsjajnija zvijezda koja i najviše doprinosi sjaju maglice je već spomenuta zvijezda 9 Sagittarii.

## Amaterska promatranja
U tamnoj noći i običan dvogled će pokazati skup NGC 6530 i mali magličast oblak zapadno od njega. Za promatranje maglice potreban je teleskop s promjerom objektiva većim od 200 mm. 250 i 300 mm-ski teleskopi pokazuju ovu maglicu u detaljnije. Posebni filtri poboljšavaju sliku jer se maglica nalazi nisko na nebu u kulminaciji kada se promatra iz srednjih sjevernih geografskih širina.

## Vanjske poveznice
- (engl.) SEDS: NGC 6523
- (engl.) Hartmut Frommert: Revidirani Novi opći katalog
- (engl.) Izvangalaktička baza podataka NASA-e i IPAC-a
- (engl.) Astronomska baza podataka SIMBAD
- (engl.) VizieR
- (engl.) Auke Slotegraaf: NGC 6523 Deep Sky Observer's Companion
- (engl.) Courtney Seligman: Objekti Novog općeg kataloga: NGC 6500 - 6549
- Skice M8